# 布勒伊什维克赛姆
布勒伊什维克赛姆（法語：Breuschwickersheim，发音：[bʁœjʃvikəʁsaim]）是法国下莱茵省的一个市镇，属于斯特拉斯堡区（Strasbourg）和林戈尔赛姆县（Lingolsheim）。该市镇总面积5.06平方公里，2009年时的人口为1240人。

## 人口
布勒伊什维克赛姆人口变化图示